# Attila Sávolt
Attila Sávolt (* 5. Februar 1976 in Budapest) ist ein ehemaliger ungarischer Tennisspieler.

## Karriere
Sávolt war vor allem auf der zweitklassigen Challenger Tour erfolgreich. Er gewann in seiner Karriere 13 Challenger-Titel, davon 6 im Einzel und 7 im Doppel. Auf der ATP Tour stand er 2001 in Sopot im Finale, verlor aber an der Seite von Irakli Labadse gegen die Australier Paul Hanley und Nathan Healey. Bei Grand-Slam-Turnieren konnte er bei den French Open 2000 und 2003 jeweils die dritte Runde erreichen.
Er nahm im Jahr 2000 an den Olympischen Sommerspielen in Sydney teil. Im Einzel traf er in der Auftaktrunde auf den Thailänder Paradorn Srichaphan, dem er mit 2:6, 6:4, 5:7 unterlag. In der Doppelkonkurrenz schied er an der Seite von Gábor Köves ebenfalls bereits in der ersten Runde aus. Sie verloren in drei Sätzen gegen die Italiener Cristian Brandi und Massimo Bertolini.
Sávolt bestritt zwischen 1996 und 2002 insgesamt 13 Begegnungen für die ungarische Davis-Cup-Mannschaft. Dabei ist sowohl seine Einzelbilanz mit 12:11 Siegen als auch seine Doppelbilanz mit 8:4 Siegen positiv.

## Erfolge
| Legende (Anzahl der Siege)  |
| Grand Slam                  |
| ATP World Tour Finals       |
| ATP World Tour Masters 1000 |
| ATP World Tour 500          |
| ATP World Tour 250          |
| ATP Challenger Tour (13)    |

### Einzel

#### Turniersiege

##### Challenger Tour
| Nr. | Datum           | Turnier      | Belag | Finalgegner        | Ergebnis      |
| --- | --------------- | ------------ | ----- | ------------------ | ------------- |
| 1.  | 20. Juli 1996   | Tampere (1)  | Sand  | Jacobo Díaz        | 7:6, 1:6, 6:4 |
| 2.  | 27. Juli 1997   | Tampere (2)  | Sand  | Todd Larkham       | 7:5, 6:0      |
| 3.  | 8. August 1999  | Nettingsdorf | Sand  | Markus Hipfl       | 6:1, 6:0      |
| 4.  | 29. August 1999 | Manerbio (1) | Sand  | Thierry Guardiola  | 6:4, 7:63     |
| 5.  | 1. Juli 2001    | Sassuolo     | Sand  | Giorgio Galimberti | 6:4, 7:5      |
| 6.  | 26. August 2001 | Manerbio (2) | Sand  | Irakli Labadse     | 7:5, 6:2      |

### Doppel

#### Turniersiege

##### Challenger Tour
| Nr. | Datum              | Turnier           | Belag | Partner             | Finalgegner                       | Ergebnis      |
| --- | ------------------ | ----------------- | ----- | ------------------- | --------------------------------- | ------------- |
| 1.  | 3. September 1995  | Taschkent         | Sand  | Brian Dunn          | Noam Behr Eyal Ran                | 6:3, 6:2      |
| 2.  | 15. September 1996 | Budapest          | Sand  | László Markovits    | Tuomas Ketola Borut Urh           | kampflos      |
| 3.  | 14. Juni 1998      | Split             | Sand  | Geoff Grant         | Álex López Morón Alberto Martín   | 4:6, 6:3, 6:2 |
| 4.  | 11. Oktober 1998   | Santiago de Chile | Sand  | Ota Fukárek         | Edwin Kempes Peter Wessels        | 7:6, 6:4      |
| 5.  | 22. August 1999    | Sylt              | Sand  | René Nicklisch      | Florian Allgäuer Davide Scala     | 4:6, 6:3, 6:1 |
| 6.  | 24. Juni 2001      | Lugano            | Sand  | Steven Randjelovic  | Bobbie Altelaar Shaun Rudman      | 6:2, 7:64     |
| 7.  | 26. August 2001    | Manerbio          | Sand  | Thomas Strengberger | Alessandro Da Col Andrea Stoppini | 7:5, 7:5      |

#### Finalteilnahmen
| Nr. | Datum         | Turnier | Belag | Partner        | Finalgegner               | Ergebnis   |
| --- | ------------- | ------- | ----- | -------------- | ------------------------- | ---------- |
| 1.  | 29. Juli 2001 | Sopot   | Sand  | Irakli Labadse | Paul Hanley Nathan Healey | 6:710, 2:6 |